# 中華統一促進党
中華統一促進党（ちゅうかとういつそくしんとう）は、中華民国（台湾）で113番目に結党された政党。前身は保衛中華大同盟。略称は統促党。

## 概要
2005年9月9日に結成された。総裁は張安楽である。彼は中国民主進歩党の党員でもある。
立ち上げには白狼（パイラン）と呼ばれる元暴力団幹部が関与していると報じられている。
台湾で極端な中華民族主義を掲げて新党以上に中華人民共和国との急進的な統一を主張し、中華人民共和国主導による統一を主張している。中華人民共和国の国旗を掲げた活動も行っている。
7月7日の盧溝橋事件に当たる日や8月15日の終戦の日に当たる日などには日本台湾交流協会台北事務所前でこの団体等による抗議活動が毎年行われている。

## ひまわり学生運動への反対
2014年3月18日に海峡両岸サービス貿易協定反対派の学生運動家主導で立法院を占拠するひまわり学生運動が始まると、それを民進党を始めとする泛緑連盟の謀略であると判断した中華統一促進党は積極的に同協定を支持する運動を展開した。張総裁は街宣車に乗り「民進党は汚職まみれだ」等と訴えたが、学生らへの要望書すら用意していなかったこともあり無視された。
結局、サービス貿易協定は批准されず、中華統一促進党の主張は反映されなかった。

## 事件
- 2017年4月15日、党員の李承龍（中国語版）は日本統治時代の技師である八田與一の銅像を破壊しインターネット上に掲載した[8]。結果、懲役五年の判決が下った[9]。
- 2017年8月18日には党員が台北市内の円山水神社（中国語版）の狛犬の一つを破壊した[10]。さらにもう一つの狛犬を盗んだ上、「日本は犬畜生だ」と白ペンキで落書きをしたり日本による植民地支配への批判を書いた紙を置いたりした[11]。
- 2017年9月27日、民進党立法委員の邱議瑩は立法院での質問で、中国共産党が張安楽に年間500万元（約2300万台湾ドル）、竹聯幇に年間3000万元（約1億3600万台湾ドル）を与えていたことを明らかにした[12]。 中華民国の政治献金法によると、同国の政党は中国大陸や香港・マカオから政治献金を受けることができず、政府は中華統一促進党の政党許可を取り消す方針ことが検討された[13]。
- 2017年10月1日、張安楽ならびに中華統一促進党のメンバー全員が「私たちの国旗」と書かれた中華人民共和国国旗のコートを着て、台北の街中を行進した。
- 2018年には日本台湾交流協会の台北事務所前に慰安婦像を乗せ凱旋するなどの活動を行った[14]。
- 2019年9月、香港にて中国当局による拉致事件である銅鑼湾書店事件のあった銅鑼湾書店、店長の林栄基は台湾で銅鑼湾書店を再開する計画を発表した。しかし、翌年には4月21日に中華統一促進党の関係者に赤いペンキを浴びせられる妨害に遭った[15]。
- 時代力量は、香港の民主活動家であるデニス・ホーや黄之鋒が台湾を訪問した際に、中華統一促進党の関係者に暴力や脅迫されたと述べている[16]。
- 2018年9月11日には、日本台湾交流協会台北事務所の玄関に、中華統一促進党のメンバー4人がペンキを撒く事件が発生した[17]。
- 2022年8月には、ナンシー・ペロシ下院議長の台湾訪問について対し、抗議活動を行った[18][19]。

## マフィア等との繋がり
張総裁は台湾最大の黒社会組織である竹聯幇の元最高幹部でチャイニーズ・マフィアとの繋がりがあるとされる。沖縄県唯一の指定暴力団・旭琉會のメンバーと面会しているとの報道もある。
2018年2月2日、台湾の自由時報の報道によれば中華統一促進党との面会のため旭琉會側の幹部も台湾に訪問した他、中国の広東省に中華民族琉球特別自治区準備委員会という団体の設立に関与し沖縄での活動を行っているという。

## 中華人民共和国との繋がり
2017年9月27日には中華統一促進党が中華人民共和国から資金提供を受けているとの疑惑が立法院で追及された。
2024年11月4日、中華人民共和国から約7400万台湾ドル（約3億5300万円）を受領し、同年1月の総統選挙・立法委員選挙などで世論工作を試みていたとして検察に起訴された。6日、内政部は「組織的に中国のために働き、台湾の治安や社会秩序を破壊しようとしている」として司法院に党の解散を請求すると発表した。